# Sylvia Hoeks
Sylvia Hoeks (Maarheeze, 1 de junho de 1983) é uma atriz e ex-modelo neerlandesa mais conhecida internacionalmente por seus papéis em Blade Runner 2049 (2017) e The Girl in the Spider's Web (2018).

## Juventude
Hoeks cresceu em Maarheeze, Brabante do Norte, Países Baixos.  Depois de terminar o ensino médio, frequentou a Academia de Artes Dramáticas de Maastricht.

## Carreira
Além do neerlandês, Hoeks fala alemão, francês e inglês e aparece em produções feitas nessas línguas. Hoeks foi observado pela Elite Model Management aos 14 anos. Seu primeiro trabalho foi capa para Elle Girl e viajou pela Europa como modelo por vários anos enquanto cursava o ensino médio. 
Logo após se formar na Academia de Artes Dramáticas de Maastricht, Hoeks teve um papel principal no filme de TV holandês Staatsgevaarlijk. Em 2005, Hoeks apareceu como amante na série Gooische Vrouwen e teve um papel principal na série de suspense psicológico Vuurzee.
A inovação de Hoeks foi no filme de Jos Stelling, Duska (2007). Ela ganhou um Bezerro de Ouro, o equivalente holandês de um Óscar, de Melhor Atriz Coadjuvante pelo papel. Em seguida, interpretou Julia em The Storm (2009) e o papel-título em Tirza (2010). Hoeks estrelou como Johanna van Heesch em The Gang of Oss em 2011 e como Elise em The Girl and Death em 2012. Em 2013, ela interpretou Claire Ibbetson no filme The Best Offer, seu primeiro papel internacional.
Hoeks estrelou a série de drama neerlandesa  nl  de 2010 a 2014 e a série de suspense neerlandesa Overspel de 2011 a 2015.
Hoeks retratou o replicante Luv no filme de ficção científica de 2017 Blade Runner 2049. Ela treinava com pesos e em artes marciais durante seis horas por dia, seis dias por semana antes e durante as filmagens. Hoeks apareceu como Lara no filme de ação Steven Quale Renegades. Em fevereiro de 2017, ela foi escalada como Leigh em All the Devil's Men. Em 2018, Hoeks interpretou a irmã de Lisbeth Salander no thriller The Girl in the Spider's Web, a sequência de The Girl with the Dragon Tattoo. Em 2019, Hoeks aparece como Queen Kane na série de drama da Apple TV + See.

## Filmografia

### Filme
| Ano  | Título                     | Função             | Notas |
| ---- | -------------------------- | ------------------ | ----- |
| 2005 | Frankie                    | Rumina             |       |
| 2007 | Duska                      | A menina           |       |
| 2008 | Tiramisu                   | Vanessa            |       |
| 2009 | A tempestade               | Julia              |       |
| 2010 | Tirza                      | Tirza              |       |
| 2011 | A gangue de Oss            | Johanna van Heesch |       |
| 2012 | Vatertage - Opa über Nacht | Debbie             |       |
| 2012 | A menina e a morte         | Elise              |       |
| 2013 | A melhor oferta            | Claire Ibbetson    |       |
| 2013 | Bros Antes Hos             | Anna               |       |
| 2017 | O que quer que aconteça    | Hannah             |       |
| 2017 | Blade Runner 2049          | Luv                |       |
| 2017 | Renegados                  | Lara Simic         |       |
| 2018 | Todos os homens do diabo   | Leigh              |       |
| 2018 | A garota na teia de aranha | Camilla Salander   |       |

### Televisão
| Ano       | Título            | Função                   | Notas                          |
| --------- | ----------------- | ------------------------ | ------------------------------ |
| 2005      | Staatsgevaarlijk  | Nicolette                | Filme de televisão             |
| 2005-2009 | nl                | Sonja Looman             | Papel principal (24 episódios) |
| 2006      | Gooische Vrouwen  | Lucy                     | 4 episódios                    |
| 2009      | Taartman          | Tara                     | Filme de televisão             |
| 2009-2013 | nl                | Ellie de Beer            | 3 episódios                    |
| 2010-2014 | nl                | Antje Zwager             | Papel principal (24 episódios) |
| 2011-2015 | nl                | Iris van Erkel-Hoegaarde | Papel principal (32 episódios) |
| 2016      | Estação de Berlim | Claudia Gartner          | 2 episódios                    |
| 2019      | Vejo              | Queen Kane               | Papel principal                |

## Prêmios
- 2007: Bezerro de Ouro de Melhor Atriz Coadjuvante por Duska [6] [7]
- 2009: Melhor atriz no Festival Internacional de Cinema de Festroia por The Storm [4]
- 2011: Prêmio Estrelas Cadentes
- 2014: Prêmio Sylvia Kristel [16] [17] [18]
- 2017: Indicação do IGN de Melhor de 2017 como Melhor Ator Coadjuvante em um filme para Blade Runner 2049